# Association of European Airlines
A Association of European Airlines (AEA) (Associação de Linhas Aéreas Europeias), é uma associação de linhas aéreas criada em 1952 pela Air France, British Airways, KLM, Lufthansa, Sabena Airlines e Swissair. Actualmente, esta associação inclui 35 companhias europeias, como a Aer Lingus, Alitalia, TAP Portugal e Finnair. O seu objectivo é representar as companhias na União Europeia e noutras organizações internacionais.

## Membros
| - Adria Airways - Aer Lingus - Air France - Air One - Air Malta - AeroSvit - Alitalia - Austrian Airlines - BMI - British Airways - Brussels Airlines - Cargolux - Croatia Airlines - Czech Airlines - Cyprus Airways - DHL - Finnair - Iberia Airlines | - Icelandair - Jat Airways - KLM - LOT Polish Airlines - Deutsche Lufthansa - Luxair - Malév Hungarian Airlines - Olympic Airlines - Scandinavian Airlines System - Spanair - Swiss - TAP Portugal - TAROM - TNT Airways - Turkish Airlines - Ukraine International Airlines - Virgin Atlantic Airways |